# Gondrecourt-le-Château
Gondrecourt-le-Château település Franciaországban, Meuse megyében. Lakosainak száma 1041 fő (2022. január 1.). Gondrecourt-le-Château Vouthon-Haut, Cirfontaines-en-Ornois, Abainville, Amanty, Bonnet, Chassey-Beaupré, Dainville-Bertheléville, Horville-en-Ornois és Mandres-en-Barrois községekkel határos.

## Népesség
A település népességének változása:
| Lakosok száma | 1118 | 1594 | 1622 | 1274 | 1161 | 1112 | 1085 | 1074 | 1065 | 1041 |
|               | 1968 | 1982 | 1990 | 2006 | 2013 | 2015 | 2017 | 2019 | 2020 | 2022 |